# Corbeau d'Édith
Corvus edithae
Espèce
Statut de conservation UICN

LC : Préoccupation mineure
Répartition géographique
Le Corbeau d'Édith (Corvus edithae) est une espèce d'oiseaux passereaux de la famille des Corvidae, présente dans la corne de l'Afrique où il remplace le Corbeau pie.
Son nom est dédié à la botaniste et entomologiste britannique Edith Cole (1859–1940).

## Répartition et habitat
Sa zone de répartition s'étend en l'Afrique du nord-est, du nord du Kenya et de l'extrême sud-est du Soudan jusqu'en Somalie, à Djibouti et dans l'est et le sud de l'Éthiopie. Il a été observé jusqu'à 3 000 m d'altitude dans les plateaux éthiopiens, mais va rarement au-delà de 2 000 m et le plus gros de ses effectifs se trouve en deçà de 1 100 m. 
Il fréquente les déserts, les plaines semi-désertiques et les savanes sèches et cherche sa nourriture jusque dans les villages et les petites villes.

## Description
Mesurant 44  à   66 cm pour 435–450 g, il ressemble au Corbeau brun, en plus petit, avec un bec plus court et plus mince et une queue moins longue et moins étagée. Son plumage est noir, sauf la tête qui est brun foncé, brillant en plumage neuf et terne en plumage usé. L'iris est brun foncé. Le bec et les pattes sont noires.
Les deux sexes sont identiques. Les jeunes sont plus ternes et plus marron que les adultes.

## Écologie et comportement

### Alimentation
Le Corbeau d'Édith est omnivore et possède probablement le même régime alimentaire que le Corbeau pie. Il comprend des cadavres, de petits animaux, des invertébrés (insectes et leurs larves, notamment des tiques et des puces) et des œufs d'oiseaux. Il a été observé déchirant des sacs de grain pour accéder au contenu ou encore se posant sur des chameaux pour prélever leurs ectoparasites.
Il cherche sa nourriture au sol, seul, en couple ou en petits groupes bien espacés et n'hésite pas à approcher des habitations humaines pour fouiller les déchets.

### Reproduction
Sa saison de reproduction s'étend de février à mai-juin : la ponte a été observée en février en Érythrée, en février et en mai-juin en Éthiopie et en avril au Kenya. Il forme probablement des couples à vie et semble être socialement monogame.
C'est un nicheur solitaire. Le nid, bâti par le mâle et la femelle, est un assemblage peu soigné de branchettes, avec une coupe interne formée de laine, de plumes et de fibres végétales. Il est usuellement installé dans un arbre, plus rarement sur un rebord de falaise, dans une grotte ou sur un pylône. Les pontes comptent quatre à cinq œufs (rarement six), de couleur bleu tacheté de brun. Elles peuvent être parasitées par le Coucou geai.

### Voix
Sa voix est décrite comme très similaire à celle du Corbeau pie. Son cri typique est un croassement rauque variant en hauteur et devenant plus dur et strident avec l'excitation.

## Taxonomie
Il a été décrit par le naturaliste britannique Ethelbert Lort Phillips en 1895. Il forme une super-espèce avec le Corbeau brun et le Corbeau pie ; il était autrefois considéré comme une sous-espèce du premier, bien qu'il soit plus proche du second avec lequel il s'hybride dans certaines zones de Somalie et d'Éthiopie. La descendance de ces hybrides semble fertile, avec un exemple d'hybride en couple avec un Corbeau d'Édith élevant des jeunes avec succès trois années de suite. La situation de ces deux espèces est fréquemment comparée à celle de la Corneille noire et de la Corneille mantelée en Europe de l'Ouest.
L'espèce est monotypique.